# 華優希
華 優希（日语：はな ゆうき，1993年11月13日—），日本女演員，前寶塚歌劇團花組主演娘役。

## 簡介
華優希出身於京都府京都市，曾就讀立命館高等学校。她在2012年4月加入寶塚音樂學校，2014年3月成為寶塚歌劇團第100期學生，入團時成績為第23名，而初舞台作品是月組公演「寶塚舞／朝向明日的指針／TAKARAZUKA 花詩集100！！」。2015年2月，她加入花組（寶塚歌劇團組別），同年7月經選拔後以最下級生身份往台灣參演劇目「凡爾賽玫瑰－菲爾遜與瑪麗･安東妮編－／寶塚幻想曲」。
華優希於2017年在「邪馬台國之風」及「CASANOVA」中分別擔任「新人公演」女主角，2019年完成「CASANOVA」公演後，在同年4月29日接替退團的仙名彩世，就任花組主演娘役，為明日海里奥的第四位相手（舞台對手），繼而參與6月假於橫濱體育館公演的「戀愛ARENA」。
2019年、11月24日明日海里奥於『A Fairy Tale －青い薔薇の精－』演出後退團，相手役變為柚香光。
於2021年7月4日， 宝塚歌劇團退團。

## 演出作品

### 舞台劇（寶塚時期）

#### 初次舞台演出
- 2014年3月 - 6月：月組『宝塚をどり／明日への指針－センチュリー号の航海日誌－／TAKARAZUKA 花詩集100!!』（只限宝塚大劇場）

#### 輪流演出
- 2014年11月 - 2015年2月：宙組（寶塚歌劇團組別）公演『白夜の誓い－グスタフIII世、誇り高き王の戦い－／PHOENIX 宝塚!!－蘇る愛－』

#### 花組娘役時代
- 2015年3月 - 6月：『カリスタの海に抱かれて／宝塚幻想曲』
- 2015年7月 - 8月：『ベルサイユのばら－フェルゼンとマリー・アントワネット編－／宝塚幻想曲』（梅田藝術劇場・台北國家戲劇院）
- 2015年10月 - 12月：『新源氏物語／Melodia－熱く美しき旋律－』（田邊聖子《新源氏物語》舞台化作品）【新人公演：あきつ（本役：音くり寿）】
- 2016年4月 - 7月：『ME AND MY GIRL』（寶塚歌劇團原創作品）
- 2016年9月：『アイラブアインシュタイン』（Bow Hall【バウホール】）
- 2016年11月 - 2017年2月：『雪華抄／金色の砂漠』アムダリヤ（回想）、新人公演：Ghi（ギィ）（幼少時代）（本役：明日海里奥）
- 2017年3月～4月：『仮面のロマネスク／EXCITER！！2017』（全國公演） 飾 Julie（ジュリー）
- 2017年6月～8月：『邪馬台国の風／Santé！！～最高級ワインをあなたに～』 飾 少年タケヒコ【新人公演：Mana（マナ）（本役：仙名彩世）】* 初次新人公演女主角
- 2017年10月、『はいからさんが通る』（由寶塚歌劇團舞台化作品）（Theater Drama City【シアタードラマシティ】・日本青年館） 飾 花村紅緒 * 初次東上女主角
- 2018年1月 - 3月：『ポーの一族』 飾 Mary Bell（メリーベル）【新人公演：Marguerite Hessen（マルグリット・ヘッセン）（本役：華雅りりか）】
- 2018年5月：『あかねさす紫の花／Santé！！～最高級ワインをあなたに～』（博多座） 飾 鵜野皇女
- 2018年7月 - 10月：『MESSIAH -異聞・天草四郎-／BEAUTIFUL GARDEN −百花繚乱−』 飾 小平【新人公演：福（本役：桜咲彩花）】
- 2018年11月 - 12月：『メランコリック・ジゴロ -あぶない相続人-／EXCITER！！2018』（全國公演） 飾 Tina（ティーナ）
- 2019年2月 - 4月：『CASANOVA』 飾 Serafina（セラフィーナ）【新人公演：Beatrice（ベアトリーチェ）（本役：仙名彩世）】* 新人公演女主角

#### 花組首席娘役時代
- 2019年6月：『恋スルARENA』（戀愛ARENA） * 披露目公演
- 2019年8月 - 11月：『A Fairy Tale ―青い薔薇の精―／シャルム！』 飾 Charlotte Wheeldon（シャーロット・ウィールドン） * 大劇場披露目公演
- 2020年1月、『DANCE OLYMPIA-Welcome to 2020-』（東京国際フォーラム）
- 2020年7月 - 11月、『はいからさんが通る』 - 飾演 花村紅緒
- 2021年7月4日、東京寶塚劇場公演『アウグストゥス－尊厳ある者－／Cool Beast!!』千秋樂後退團

### 電視劇
- Dr. White 第8話（2022年3月7日、富士電視台） - 飾 東堂絵馬
- 爛漫（2023年8月、NHK） - 飾 菊千代
- Hyena 第2話・第3話（2023年10月27日・11月3日、東京電視台） - 飾 田山陽菜
- 無能之鷹 第4話（2024年11月1日、朝日電視台） - 飾 右京鈴
- 廢柴經紀人！-我來管理廢柴的藝人-（2025年4月20日 - 6月22日、日本電視台） - 飾 小松千秋

## 獎項
- 2018年：「宝塚歌劇団年度賞」2017年度新人賞

## 外部連結
- 宝塚歌劇団公式プロフィール （页面存档备份，存于） （日語）
- 東京都會電視台網站華優希簡介宝塚カフェブレイク登場人物華優希，存档于Archive.today（存檔日期 20250422）
- 日本音樂娛樂網站華優希簡介
- 華優希個人官網